# QZ Близнецов
QZ Близнецов (лат. QZ Geminorum, HD 51583) — двойная звезда в созвездии Близнецов на расстоянии приблизительно 2 430 световых лет (около 745 парсек) от Солнца. Видимая звёздная величина звезды — от +8,63m до +8,49m.

## Характеристики
Первый компонент — красный гигант, пульсирующая полуправильная переменная звезда типа SRB (SRB) спектрального класса M1, или M4, или Ma. Масса — около 1,334 солнечной, радиус — около 120,442 солнечных, светимость — около 967,095 солнечных. Эффективная температура — около 3633 К.
Второй компонент — коричневый карлик. Масса — около 47,21 юпитерианских. Удалён в среднем на 1,647 а.е..